# Stazione di Pezinok
La stazione di Pezinok (slovacco železničná stanica Pezinok) è la stazione ferroviaria principale di Pezinok, in Slovacchia.
Si trova sulla ferrovia elettrificata a doppio binario di Bratislava-Žilina (n. 120). È orientata in direzione nord-sud ed è elettrificata con un sistema di tensione di trazione a 25 kV, 50 Hz. La stazione è tra le più antiche, fu costruita sulla prima ferrovia slovacca a trazione animale. La ferrovia a cavalli correva da Bratislava a Trnava e Sereď, la sua prima tratta da Bratislava a Svätý Jur fu inaugurata il 24 settembre 1840 e da Svätý Jur a Pezinok il 30 giugno 1841.
Il traffico sulla ferrovia degli animali fu interrotto il 15 ottobre 1872 a causa della sua ricostruzione in ferrovia a vapore. Il 1° maggio 1873 la Compagnia ferroviaria di Považie (slovacco Spoločnosť považskej železnice) ripristinò il trasporto a vapore. Da allora l'aspetto della stazione è cambiato più volte. L'ultima volta è stata in occasione della costruzione del corridoio V. L'ammodernamento della stazione è iniziato nel 2005 e i lavori di costruzione sono durati due anni.

## Ricostruzione
Nell'ambito della modernizzazione della linea ferroviaria Bratislava – Žilina con il sostegno dell'Unione Europea, anche la stazione Pezinok ha cambiato aspetto. Non solo è stato ricostruito l'edificio della stazione, ma sono stati costruiti anche quattro binari, piattaforme sopraelevate, sottopassaggi sotto le rotaie e nuovi cavi elettrici.  L'obiettivo della modernizzazione è aumentare la velocità a 160 chilometri.La compagnia ferroviaria ha collaborato con i giovani locali per verniciare a spruzzo l'interno della stazione.

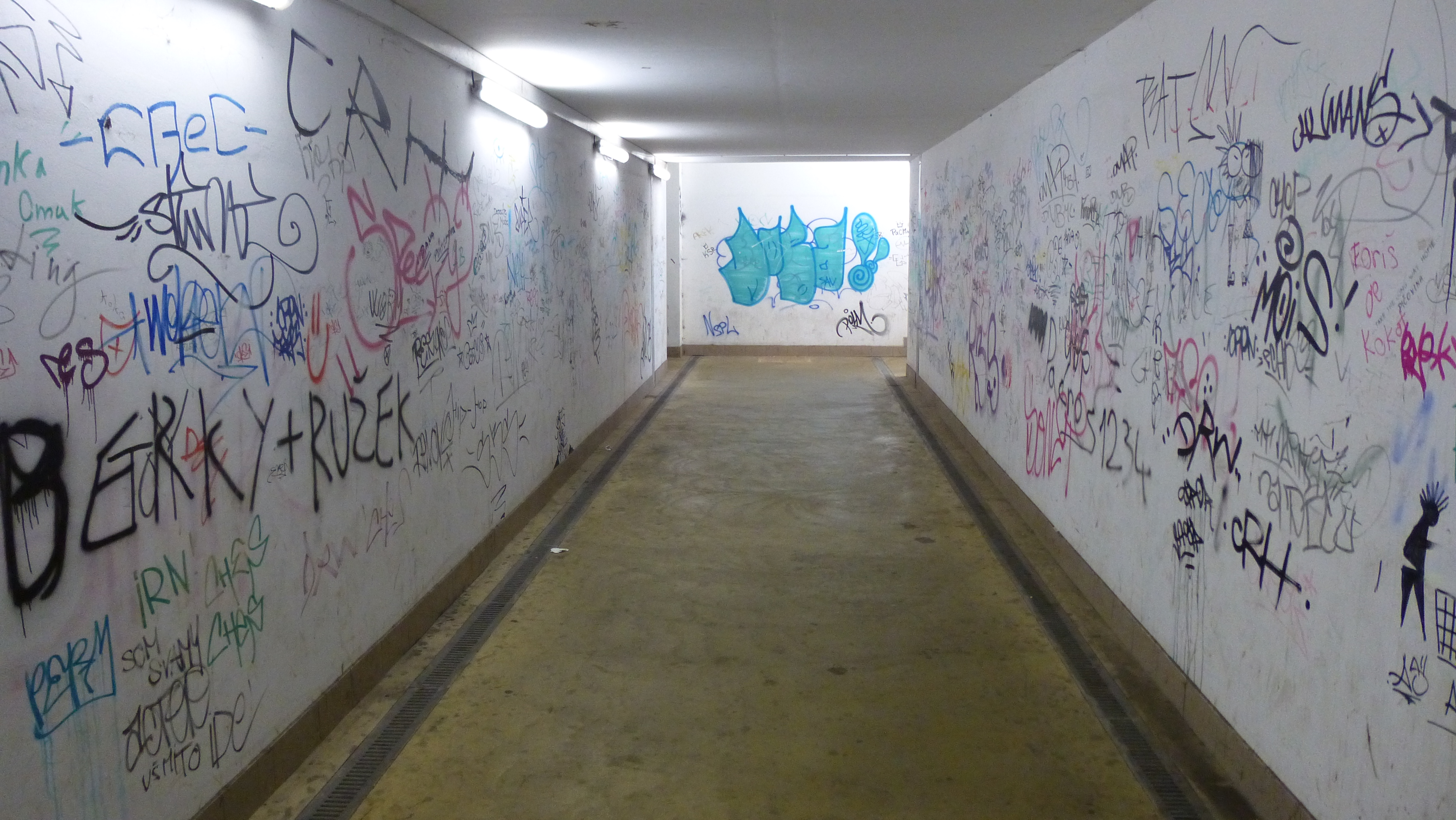
Il sottopassaggio della stazione prima della sua ricostruzione (2012)

Il 5 settembre 2013 è stato messo in funzione un nuovo terminal di trasporto integrato vicino alla stazione ferroviaria con nuove fermate degli autobus, un piccolo parcheggio e una rotatoria.

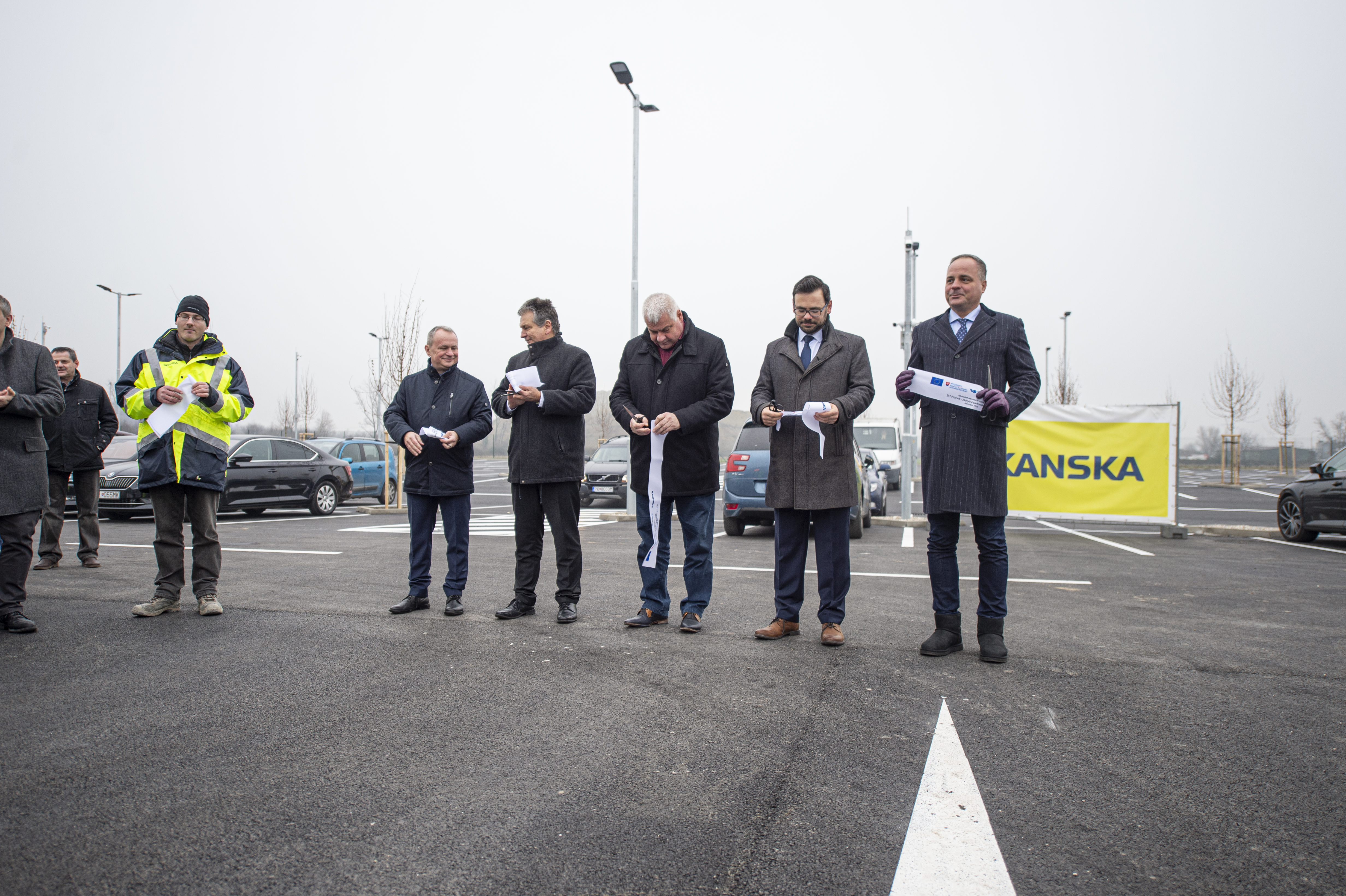
Inaugurazione del nuovo parcheggio in via Za dráhou

Nell'autunno 2019 è stato realizzato anche il parcheggio recintato in via Za dráhou, collegato alla stazione tramite il nuovo prolungamento del sottopassaggio. La sua inaugurazione è avvenuta il 12 dicembre 2019.